# فرودگاه ایالتی نورث سنترال
فرودگاه ایالتی نورث سنترال (به انگلیسی: North Central State Airport) یک فرودگاه همگانی بهره‌برداری هوایی با کد یاتا SFZ است که یک باند فرود آسفالت دارد و طول باند آن ۱۵۲۴ متر است. این فرودگاه در کشور ایالات متحده آمریکا قرار دارد و در ارتفاع ۱۳۴ متری از سطح دریا واقع شده‌است.